# Oratorio di Santa Croce (Ardara)
L'oratorio di Santa Croce è un edificio di culto che si trova ad Ardara, in provincia di Sassari.

## Storia e descrizione
L'attuale chiesa di Santa Croce fu costruita in stile neo-medievale nel 1898 su disegno e direzione di  Domenico Cialdani, assistente dell'Ufficio regionale per la conservazione dei monumenti.
La chiesa ha una pianta rettangolare, con i lati corti di lunghezza pari a 9,45 metri e quelli longitudinali a circa 17,45 (misure esterne). Longitudinalmente si compone di due corpi: navata e presbiterio aventi altezze differenti, in quanto quest'ultimo venne aggiunto in un secondo momento.
Al di sopra del portale di ingresso, in facciata, è presente una bifora centinata al di sopra della quale è presente un medaglione scolpito a rilievo, con le lettere IHS sormontate da una croce.
Sul lato longitudinale sud è presente una porta sormontata da arco ogivale sormontato e racchiuso entro una cuspide.
Quasi nello stesso sito esisteva un più antico oratorio di Santa Croce (XVI-XVII sec.), andato distrutto tra la fine del XVIII e il primo decennio del XIX secolo.
Qui aveva sede l'antica "cunfraria de Santa Rughe" (confraternita della Santa Croce).